# Mamá (película de 2013)
Mama, titulada en países hispanohablantes como Mamá, es una película de terror canadiense dirigida por el argentino Andrés Muschietti y protagonizada por Jessica Chastain y Nikolaj Coster-Waldau. Fue estrenada en los Estados Unidos el 18 de enero de 2013. Fue producida por J. Miles Dale y Bárbara Muschietti, con Guillermo del Toro oficiando como productor ejecutivo. Está basada en el cortometraje Mamá, el cual también fue realizado por Muschietti en el año 2008.

## Argumento
Durante la crisis económica de 2008, un hombre de negocios de Virginia llamado Jeffrey Desange (Nikolaj Coster-Waldau), abrumado por el fracaso financiero, mata a varios de sus socios, también a su exesposa, y luego huye, llevándose a sus dos hijas: la joven Victoria de tres años y la pequeña Lilly de un año.
Tras recorrer un remoto camino lleno de nieve su auto se estrella contra unos árboles. Jeffrey camina por el bosque con las niñas hasta llegar a una cabaña abandonada que encuentra cerca. Sumido en la desesperación y el remordimiento se prepara para matar a sus hijas y luego suicidarse, pero en el último momento es asesinado por una extraña figura que habita la cabaña. Victoria mira la figura, pero solo divisa una silueta ya que su padre le retiró sus gafas. Esa noche, mientras cuida a su pequeña hermana, la silueta reaparece llevando comida para ambas.
Cinco años después, Lucas Desange (Nikolaj Coster-Waldau), tío de las niñas y hermano gemelo de Jeffrey, sigue buscando a su hermano y a sus sobrinas en compañía de su novia, Annabel Moore (Jessica Chastain). Ambos tienen sus propias preocupaciones, ya que mientras Lucas insiste en continuar con la búsqueda, se ha quedado sin fondos con los que pagar al equipo encargado de la misma. Por su parte, a Annabel le preocupa la idea de quedarse embarazada, ya que le desagrada la idea de ser madre, ya que no siente algún instinto maternal o interés.
La búsqueda finaliza con el hallazgo del automóvil destruido y las niñas en la cabaña. A esas alturas, Victoria (Megan Charpentier) y Lilly (Isabelle Nélisse) se comportan completamente como animales y son puestas en terapia psiquiátrica con el Dr. Dreyfuss (Daniel Kash). Existe una disputa legal por la custodia de las niñas entre Lucas y Jean Podolski (Jane Moffat), la adinerada tía materna de las niñas. Dadas sus necesidades especiales, la corte cuestiona la capacidad de Lucas y Annabel para criar a dos niñas en un pequeño apartamento, especialmente porque Lucas es artista y Annabel bajista de una banda de garaje, y todo el capital que poseían fue usado en los cinco años de búsqueda. Sin embargo, sabiendo que no podrá estudiar a las niñas si se van con su tía al otro lado del país, el Dr. Dreyfuss hace un trato con Lucas y Annabel para recomendarlos como guardianes legales y prestarles una casa más adecuada, con la condición de que permitan que las niñas sean tratadas y estudiadas por él.
El doctor está interesado en el caso, ya que las niñas se refieren constantemente a un ser que las cuidó y protegió todos esos años, al cual él define como imaginario. Él cree que se trata de un personalidad secundaria de Victoria creada para tolerar su situación y poder criar a su hermana. Pronto se vuelve evidente que la extraña figura, a quien las niñas llaman Mamá, está presente en la nueva casa junto a ellas. 
Annabel se muestra reacia a cuidar a las niñas, ya que no considera agradables a los infantes y jamás le ha gustado la idea de la maternidad, por lo que el cuidado de las chicas recae en Lucas. Sin embargo, una noche algo emerge de una pared y lo arroja desde las escaleras del segundo piso, llevándolo a estado de coma. Esto obliga a Annabel a hacerse cargo de las niñas. 
La presencia de Mamá (Javier Botet) es generalmente acompañada por mariposas negras y problemas eléctricos. Juega con las niñas, pero se esconde del resto de las personas. Victoria siempre se quita las gafas para mirarla y le dice al Dr. Dreyfuss que ella no aparecerá donde pueda ser vista. Siguiendo las pistas y nombres que Victoria revela durante sus sesiones de hipnosis, el doctor rastrea sus testimonios hasta una mujer del siglo XIX que escapó de un sanatorio. Al investigar, descubre los restos de un niño que no fue reubicado tras cambiar de lugar el cementerio del sector y el doctor toma custodia de ellos.

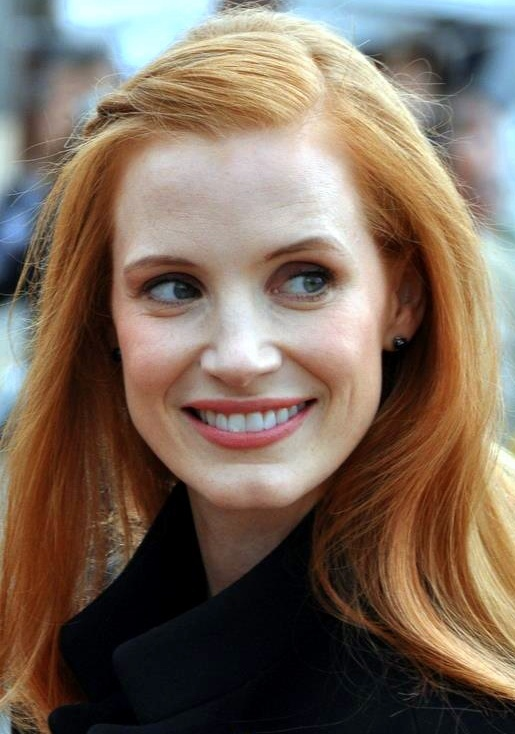
Jessica Chastain interpreta a Annabel.

Al pasar el tiempo, Victoria (quien poseía una crianza y desarrollo social previo a su vida en el bosque) vuelve a ser una niña normal, pero Lilly (quien solo conocía la vida en la cabaña) mantiene sus modales de animal y una actitud agresiva. Eventualmente, Annabel comienza a desarrollar afecto por las niñas y Victoria comienza a preferirla sobre Mamá, pero Lilly no. Annabel comienza a sospechar que algo anda mal y cree que Mamá podría ser real cuando nota evidencias de un presencia en la casa. Victoria se preocupa por la seguridad de su tía y le advierte que no debe mostrar interés en ellas ya que Mamá está muy celosa. Esa noche, Mamá acosa a Annabel mientras duerme y esta tiene un sueño que Victoria también dijo tener hace tiempo.
Mamá fue realmente Edith Brennan, una paciente extremadamente inestable, violenta y peligrosa que se fugó de un asilo mental en la década de 1800. Tras esto, atacó el convento donde mantenían a su hija recién nacida (también llamada Lilly) y asesinó a las monjas que la cuidaban, escapando con su bebé. Perseguida por las autoridades, terminó en medio del bosque, al borde de un acantilado con vista a un lago. Sabiendo que no tenía salida, saltó al agua con su bebé en brazos, pero en la caída se golpeó violentamente contra la rama de un árbol. Mamá cayó al lago, pero la bebé —fallecida por el impacto— quedó colgando del tronco y fue encontrada por quienes las perseguían, enterrada en el cementerio y posteriormente exhumada, siendo estos los restos en poder del doctor. Mamá se convirtió en un fantasma que recorrió el bosque, obsesionada con encontrar a su hija. Esto provocó que se corrompiera y tomara una extraña forma, con las partes del cuerpo retorcidas y las articulaciones dobladas de forma antinatural por el golpe contra la rama, que quebró todos sus huesos. Durante más de un siglo, el espíritu de Mamá buscó a su hija en el bosque hasta que encontró a Victoria y a Lilly a punto de ser asesinadas en la cabaña. Allí, las protegió como si fueran sus hijas.
En el hospital, Lucas tiene un sueño inducido por su hermano fallecido mientras está en coma, el cual le pide que cuide a las niñas y le señala el bosque, logrando despertarlo. A su vez, el Dr. Dreyfuss comienza a creer en las historias de Mamá; primero, porque Victoria es capaz de contarlas con detalles que no debería saber; y segundo, porque termina viéndola por sí mismo durante una sesión tras mostrar a Victoria una foto de Edith Brennan en vida. El Dr. Dreyfuss sospecha que Mamá se encuentra en la cabaña del bosque, desde donde encontró una forma de abrir un portal hasta la casa, por lo que decide ir en su búsqueda, pero ella lo ataca allí y lo mata, rompiendo su cuello.

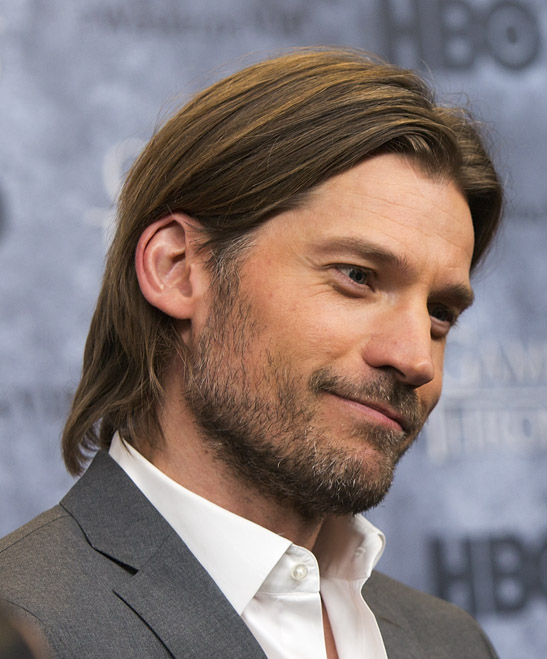
Nikolaj Coster-Waldau interpreta a los hermanos Lucas y Jeffrey Desange.

Esa noche, Lilly y Victoria discuten, ya que la niña mayor ya no comparte con Mamá como antes, lo que molesta a su hermana. La razón de esto es que se ha encariñado con sus tíos y ahora puede ver el aspecto de Mamá, gracias a las nuevas gafas que le dio Lucas, comprendiendo que se trata de un ser sobrenatural. Lilly se molesta y escapa al patio sola a medianoche. A la mañana siguiente, Annabel descubre a la niña semicongelada bajo un árbol y tras hacerle entender que se preocupa por ella, logra por primera vez una conexión que despierta su amor de madre.
Mientras tanto, Jean cree que Annabel está maltratando a sus sobrinas debido a los hematomas que presenta Lilly —por su comportamiento animal y los juegos con Mamá— por lo que decide entrar sin permiso a la casa, buscar evidencias para demostrarlo y obtener la custodia. Al mismo tiempo, Lucas descubre que los lugares que su hermano le mostró en el sueño eran reales, por lo que abandona el hospital y va hasta el bosque buscando la cabaña.
Annabel visita la consulta del Dr. Dreyfuss después de otro evento sobrenatural, pero descubre que está desaparecido y extrae algunos objetos que el doctor ha recopilado sobre su caso, incluidos los restos del bebé Brennan, enterándose así de la historia que el médico había descubierto. Al mismo tiempo, Mamá se vuelve furiosa y ataca a las niñas y a Annabel. Victoria logra defender a su tía, pero Lilly continúa incondicional al fantasma. Annabel queda inconsciente mientras Jean entra de noche a la casa buscando evidencias, pero es atacada por Mamá, quien posee su cuerpo para llevar a las niñas a la cabaña.
Annabel despierta, toma los restos del bebé y conduce hacia el lago, encontrando a Lucas en el camino. Usando los mapas del doctor ambos encuentran la cabaña y el cadáver de Jean allí, pero no a las niñas. Tras mirar el patio, Annabel descubre que el acantilado donde murió Edith está junto a la casa, por lo que corren hacia el borde.
Lucas y Annabel llegan a tiempo para impedir que las niñas salten, pero Mamá los ataca, casi matando a Lucas; no obstante, se detiene cuando Annabel le entrega los restos de su hija. Con ellos en su poder, Edith llora y comienza a volverse nuevamente un alma humana. Sin embargo, Lilly se niega a separarse de ella y la llama. Esto corrompe nuevamente su espíritu y, despreciando los restos de su hija, ataca a Annabel y trata de arrojarse con las niñas por el acantilado. Annabel se niega a rendirse y, a pesar de estar muy débil por los ataques, no suelta a Victoria. La niña finalmente se despide de Edith, demostrando que a pesar de todo la quiere como a una madre, pero desea vivir. Ya al borde del precipicio, Victoria intenta convencer a su hermana que no siga, pero Lilly solo conoce la vida junto a Mamá e insiste en que las tres deben lanzarse juntas, por lo que Victoria se despide de ambas en medio del llanto.
Mamá salta al vacío con Lilly, pero antes de golpear la rama del árbol ambas se convierten en una nube de mariposas. La película finaliza con Victoria creyendo que una de las mariposas que la mira desde lo alto es su hermana Lilly, mientras llora abrazada con Annabel y Lucas.

## Reparto
- Jessica Chastain como Annabel.
- Nikolaj Coster-Waldau como Lucas Desange / Jeffrey Desange.
- Megan Charpentier como Victoria Desange.
  - Morgan Mcgarry como Victoria (joven).
- Isabelle Nélisse como Lilly Desange.
  - Maya y Sierra Dawe como Lilly (joven).
- Daniel Kash como Dr. Gerald Dreyfuss.
- Javier Botet como Mama.
- Elva Mai Hoover como la secretaria de Dreyfuss.
  - Laura Guiteras, Melina Matthews y Jane Mofatt como la voz de Mama.
- Jane Moffat como Jean Podolski.
- Hannah Cheesman como Edith Brennan (Mama viva) y mujer esquelética.
- Julia Chantrey como Nina.
- Diane Gordon como Louise.
- Dominic Cuzzocrea como Ron.
- David Fox como Burnsie.
- Pamela Farrauto como monja #1.
- Chrys Hobbs como monja #2.

## Producción
Con un presupuesto de $15 000 000, la producción de la película comenzó en los Pinewood Toronto Studios el 3 de octubre de 2011, finalizando el 18 de diciembre del mismo año. Partes del filme fueron grabadas en Washington D. C. y otras en Tarrasa (provincia de Barcelona, España)
Originalmente, su estreno estaba previsto para octubre de 2012, pero fue reprogramado para el 18 de enero de 2013.

## Recepción

### Crítica
Mama recibió críticas mixtas de los especialistas, logrando un 65% de aprobación en el sitio web Rotten Tomatoes basándose en 153 reseñas. El consenso del sitio es:

If you're into old school scares over cheap gore, you'll be able to get over Mama's confusing script and contrived plot devices.
Si te gustan los sustos de la vieja escuela por el gore barato, podrás superar el guión confuso de Mama y los dispositivos de trama artificiales.

El editor del sitio web IGN, Scott Corulla, calificó la cinta con un 7.3 de un máximo de 10 y añadió:

This is a fine first film for director Andrés Muschietti and, despite some missteps and disappointments, very well could be a harbinger of interesting things to come for the helmer.
Esta es una buena primera película para el director Andrés Muschietti y, a pesar de algunos pasos en falso y decepciones, muy bien podría ser un presagio de cosas interesantes para el piloto.

Roger Ebert, del Chicago Sun-Times, disfrutó la película, le otorgó tres de cuatro estrellas y opinó:

Movies like Mama are thrill rides. We go to be scared and then laugh, scared and then laugh, scared and then shocked. Of course, there's almost always a little plot left over for a sequel. It's a ride I'd take again.
Películas como Mama son atracciones emocionantes.  Nos asustamos y luego reímos, asustados y luego reímos, asustados y luego conmocionados.  Por supuesto, casi siempre queda una pequeña trama para una secuela.  Es un viaje que tomaría de nuevo.

### Taquilla
Durante su primer fin de semana en la cartelera estadounidense, Mama fue exhibida en 2647 salas y recaudó $28 123 000, quedando en el primer lugar de la semana sobre Zero Dark Thirty y Silver Linings Playbook. Al 11 de mayo de 2013, ha recaudado $141 028 180 a nivel mundial.